# Brabham BT53
La Brabham BT53 è una monoposto di Formula 1 realizzata dal team inglese Brabham e ha preso parte al campionato mondiale del 1984.
Il team britannico, campione del mondo piloti uscente, non modificò sostanzialmente la propria filosofia tecnica e mise in pista un'auto con poche variazioni rispetto al modello BT52.
La Brabham soffrì lo strapotere della McLaren con motore TAG Porsche (12 vittorie su 16 gare) e si aggiudicò solo due gare nella trasferta di metà campionato in Nordamerica con Nelson Piquet. Il pilota brasiliano conquistò però ben nove pole position e 4 giri veloci in gara.

## La vettura
La nuova BT53 presentava come principale differenza la modifica delle "pance" a lato abitacolo, ora più lunghe, per ovviare ad alcuni inconvenienti dell'anno prima.
I serbatoi della vettura furono ridotti a 220 litri, come da regolamento ed eliminato il bocchettone per il rifornimento rapido in corsa, vietato dai regolamenti.
Tale vettura presentava come principale caratteristica l'utilizzo della fibra di carbonio per la realizzazione del telaio, soluzione adottata dalla McLaren sin dal 1981.
La monoposto montava pneumatici Michelin.